# Kristina Alikina
Kristina Aleksandrovna Alikina (Russisch: Кристина Александровна Аликина) (Perm, 28 februari 1986) is een Russisch professioneel basketbalspeelster die uitkwam voor verschillende teams in Rusland. Ze is Meester in de sport van Rusland, Internationale Klasse.

## Carrière
Alikina begon met basketbal bij Dinamo Novosibirsk in 2008. In 2010 ging Alikina naar Dinamo Moskou. In 2011 verhuisde ze naar Tsjevakata Vologda. In 2012 ging ze spelen bij Horizont Minsk in Wit-Rusland. In 2013 keerde ze terug naar Rusland om te gaan spelen voor Dinamo Koersk. Met die club stond ze in de finale van de EuroCup Women. Nu verloren ze van Dinamo Moskou uit Rusland. De eerste wedstrijd verloren ze met 97-65 en wonnen ze de tweede wedstrijd met 61-85. Dit was niet voldoende voor de eindoverwinning. Wel wordt Alikina met die club Bekerwinnaar van Rusland in 2015. In 2015 keerde ze terug naar Tsjevakata Vologda. In 2016 ging ze spelen voor Kazanotsjka Kazan. In 2017 verhuisde ze naar MKK Siedlce in Polen. In 2018 keerde ze terug naar Rusland om te spelen voor Spartak Noginsk. In 2020 verhuisde ze naar Spartak Sint-Petersburg.

## Erelijst
- Landskampioen Rusland:
  - Derde: 2014, 2015
- Bekerwinnaar Rusland: 1
  - Winnaar: 2015
- EuroCup Women:
  - Runner-up: 2014